# Pachetra pyrenaica
Pachetra pyrenaica là một loài bướm đêm trong họ Noctuidae.